# Freddie Solomon
Freddie Solomon (11 de janeiro de 1953 - 13 de fevereiro de 2012) foi um jogador profissional de futebol americano estadunidense.

## Carreira
Freddie Solomon foi campeão da temporada de 1984 da National Football League jogando pelo San Francisco 49ers.